# Komórka nowotworowa
Komórka nowotworowa – komórka, której cykl komórkowy został zaburzony wskutek mutacji. Jedną z jej ważnych cech jest duża zdolność do unikania apoptozy. Komórka nowotworowa dzieli się nieustannie i bez ograniczeń. Charakteryzuje ją podwyższona aktywność telomerazy, co umożliwia ominięcie fizjologicznego limitu ilości podziałów jednej komórki. Pod tym względem przypomina komórki macierzyste, jednak nie dochodzi do specjalizacji komórki. Podział komórek nowotworowych może prowadzić do powstania guza nowotworowego.

Przeczytaj ostrzeżenie dotyczące informacji medycznych i pokrewnych zamieszczonych w Wikipedii.